# Anne Collette
Anne Collette (* 10. März 1937 in Saint Denis, Réunion) ist eine französische Schauspielerin, die in den 1950er- und 1960er-Jahren in Film- und Fernsehproduktionen mitwirkte. In einigen Filmen wurde sie unter dem Namen Anne Colette aufgeführt.
Ende der 1960er Jahre zog sich Anne Collette aus dem Filmgeschäft zurück. Ihr derzeitiger Wohnort ist London.
Einer ihrer Neffen ist der Journalist Kevin Collette, ein anderer der Schauspieler Yann Collette.

## Filmografie
- 1955: Reif auf jungen Blüten (Futures vedettes)
- 1956: Das Gänseblümchen wird entblättert (En effeuillant la marguerite)
- 1958: Sei schön und halt den Mund (Sois belle et tais-toi)
- 1959: Images pour Baudelaire
- 1959: Alle Jungen heißen Patrick (Charlotte et Véronique, ou Tous les garçons s'appellent Patrick)
- 1959: Die Gerechten oder Die Ballade von der weißen Weste (Les Affreux)
- 1960: Charlotte und ihr Typ (Charlotte et son Jules)
- 1961: La Morte saison des amours
- 1961: L'Éventail de Lady Windermere
- 1966: Ein Morgen von sechs Wochen (Een ochtend van zes weken)
- 1967: Wer klopft denn da an meine Tür? (I Call First)
- 1968: Drôle de jeu